# Marquèze

L'attelage des bœufs Jouan et Martin

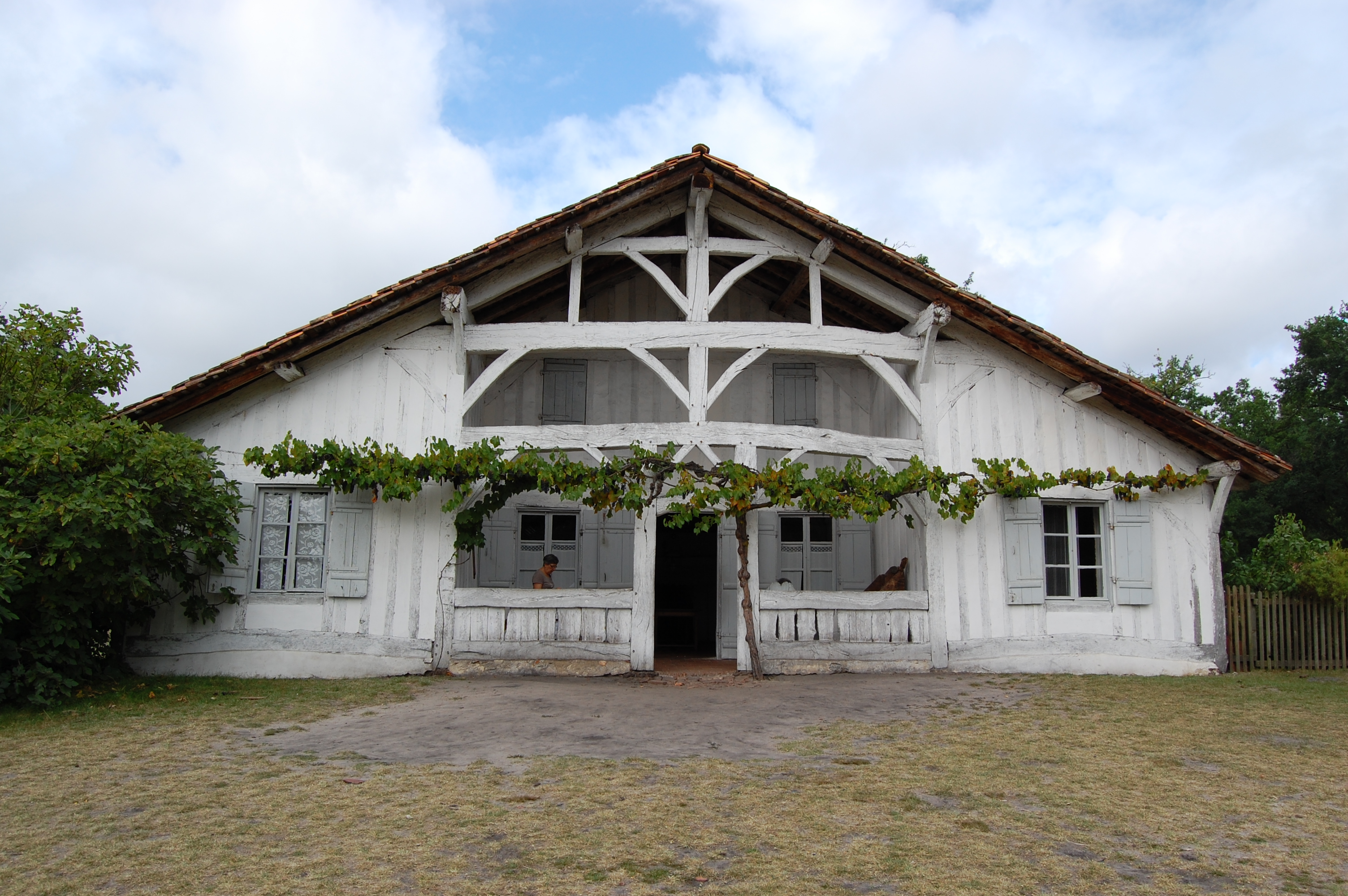
Estantat et treille de la maison de maître

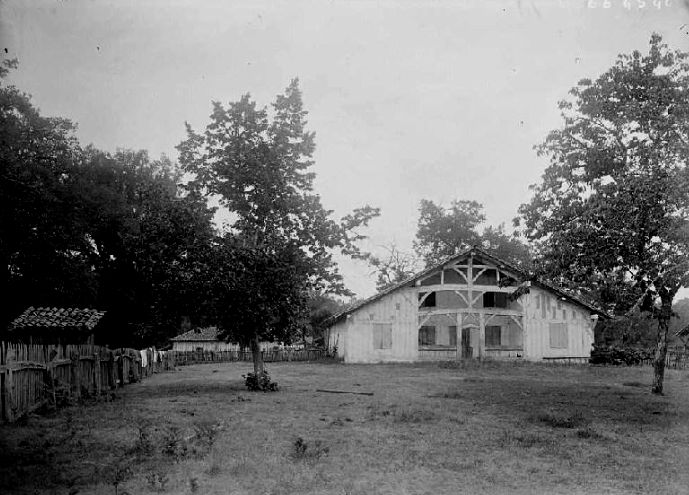
La maison de maître des Canteloup-Tougnic en 1901 (phot. de Félix Arnaudin)

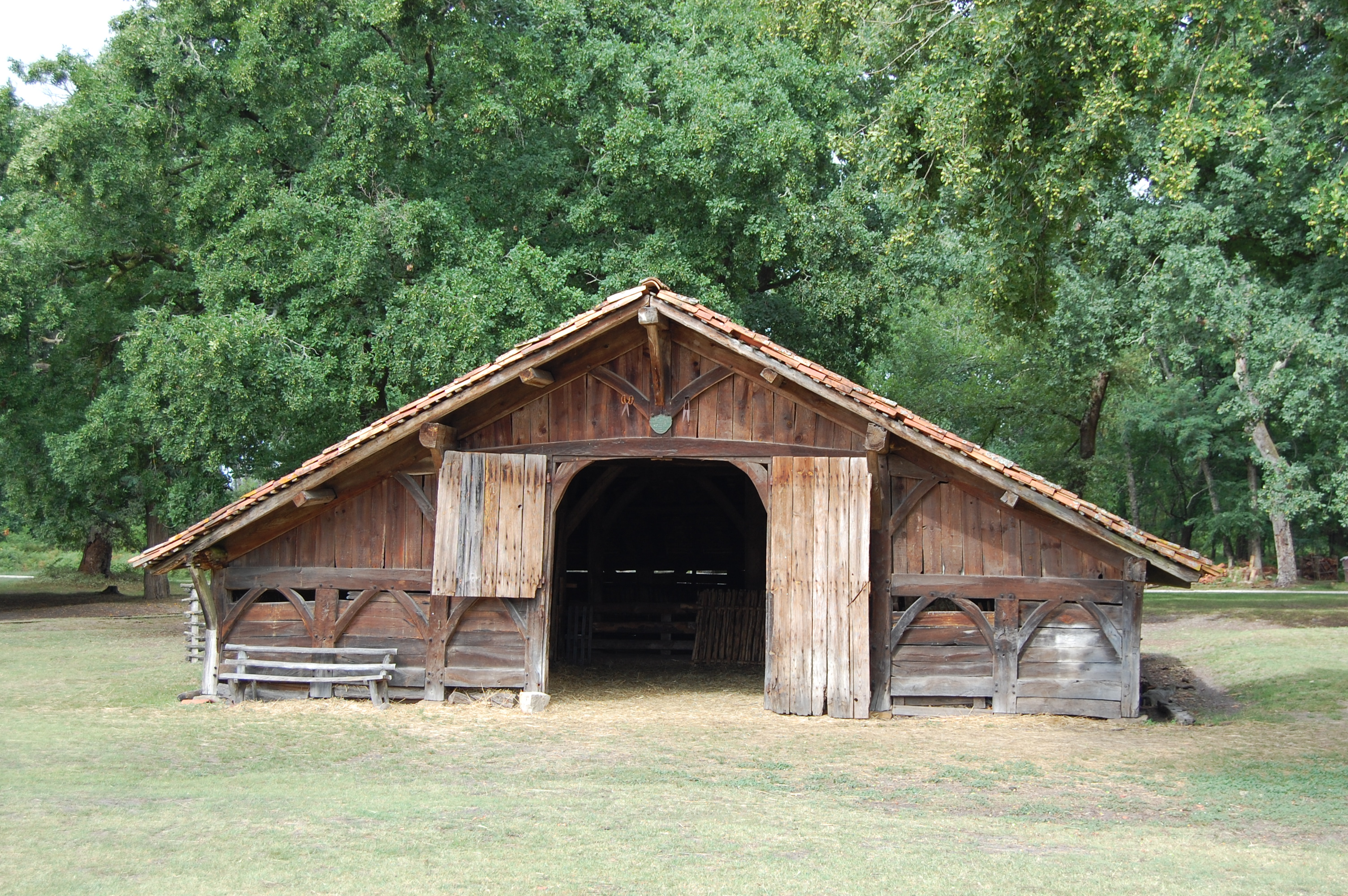
Abris en bois

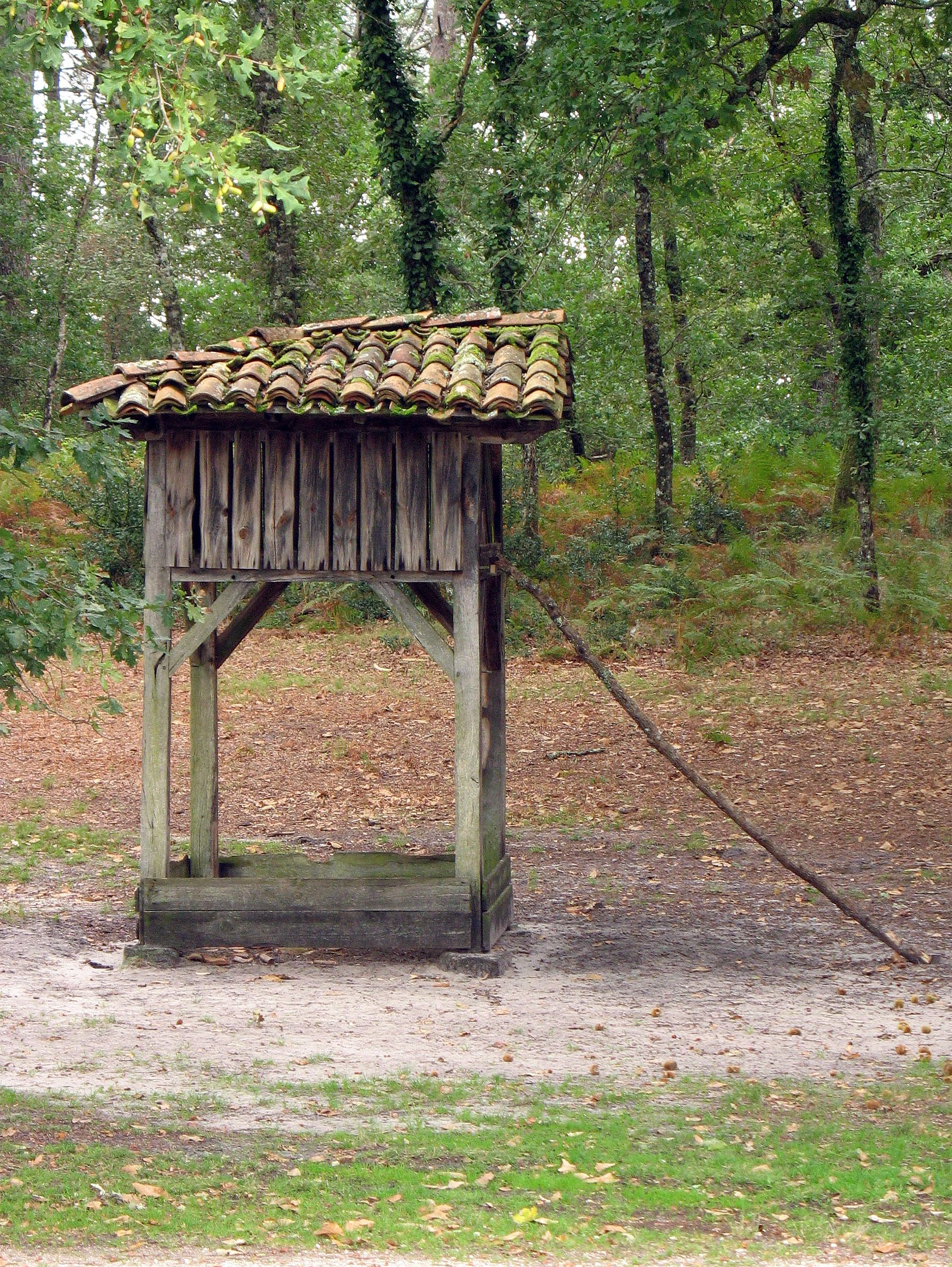
Poulailler perché, pour tenir les poules hors d'atteinte des renards

Cet article possède un paronyme, voir Marquez.
 (août 2017).
L'écomusée de Marquèze est situé dans la commune de Sabres, dans le département français des Landes. Géré par le Parc naturel régional des Landes de Gascogne, il ouvre ses portes au public en 1970, ce qui en fait un des tout premiers écomusées créés en France.

## Présentation
Quartier de la commune de Sabres, dans la Haute-Lande, il témoigne du système agro-pastoral et de la vie dans la Haute Lande à la fin du XIXe siècle. Il a été reconstitué dans sa physionomie d'époque, période de transition entre la lande et la forêt entraînant une profonde mutation du mode de vie ; période également où le train, amené par les besoins de la forêt industrielle, est venu troubler le calme de ces lieux et rompre leur isolement.
La reconstitution a conjugué la restauration sur place, le transfert des bâtiments manquants et la recréation de certains espaces disparus. On peut y observer les quatre unités paysagères caractéristiques :
- l'airial ;
- le champ ;
- la rivière ;
- la lande, devenue forêt.

D'un tel site, le Parc naturel régional des Landes de Gascogne a entrepris, dès 1969, de faire un musée, afin de donner à comprendre l'originalité de la culture et de l'histoire de la Grande Lande.
La Haute Lande est l'un des « pays » landais. Elle correspond à une partie de l'intérieur des terres, essentiellement au noyau des quatre cantons de Sabres, Pissos, Sore et Labrit. Aujourd'hui cœur du massif forestier, elle fut, jusqu'au milieu du XIXe siècle, occupée dans sa majeure partie par la lande rase, à laquelle elle doit son nom.
Le quartier de Marquèze, constitué d'authentiques maisons de maître et métairies, de bergeries, de fours et d'un moulin, s'organise autour d'un airial, vaste pelouse ombragée de chênes centenaires. C'est là que vivaient, à côté d'une famille de meuniers, trente à quarante cultivateurs tirant leurs subsistances de la récolte du seigle et du millet, des fruits du verger et du miel des ruchers, de l'élevage de la volaille et des brebis, ainsi que de l'exploitation de la forêt.
L'accès au site, plongé au cœur de la forêt des Landes, se fait uniquement grâce à un voyage de 10 minutes en train touristique et historique, au départ de la gare de Sabres, devenue accueil de l'écomusée.

### L'origine du nom de Marquèze
Il est mentionné dans plusieurs généalogies un mariage entre François Bonnat et Catherine de Marquèze Depart le 1er juin 1636 à Sabres.

### L'airial
L'habitat en quartier est inséparable d'une forme particulière de l'aménagement de l'espace : l'airial. Les bâtiments d'habitation et d'exploitation se déploient sur une pelouse (due à la présence et à la fertilisation des animaux) plantée de feuillus (chênes, châtaigniers, arbres fruitiers…) et ouverte à la circulation des hommes et des bêtes. Jadis îlot de boisement dans la lande dénudée, l'airial est aujourd'hui une clairière enserrée dans la vaste forêt des Landes.

## La visite
La visite de l'écomusée se déroule en trois moments forts :
- Le voyage en train
- La visite de l'airial de Marquèze
- Le pavillon

## Le train de l'écomusée
À la création de l'écomusée, en 1969, il fallut réfléchir à un moyen de permettre aux visiteurs l'accès à l'airial. La présence, sur le site même, de la ligne ferroviaire locale des anciennes Voies ferrées des Landes reliant Sabres à Labouheyre, établie en 1889 et fermée un an plus tôt au trafic commercial, va apporter l'opportunité d'exploiter celle-ci pour les besoins de l'écomusée. Trois raisons principales ont poussé l'écomusée à utiliser la ligne pour permettre l'accès à l'airial :
- L'accès par train à l'airial permettra d'éviter la présence des voitures des visiteurs au sein du Parc naturel régional.
- L'originalité de ce moyen d'accès, unique en France.
- Cela permettra également de préserver la ligne ferroviaire, historique, et aujourd'hui l'une des dernières d'un important réseau ferré qui irriguait le département. Cela permet de rester dans l'optique de l'écomusée : conserver et sauvegarder un patrimoine et l'histoire des Landes.

La ligne de Sabres à Labouheyre est cédée au département après sa fermeture, qui à son tour la cède au Parc régional. D'une longueur totale de 18 km (dont 4 km entre Sabres et le quartier de Marquèze), elle était exploitée au début par une association, mais à la suite d'un désaccord entre le Parc régional et celle-ci, c'est le Parc qui récupère l'exploitation, et la gare de Sabres redevient le seul accès à l'écomusée.
Le trajet de 4 km se fait à bord des voitures voyageurs de l'ancien Train de Montpellier à Palavas, datant de 1903 à 1910. Elles sont classées Monument historique et tirées par des locotracteurs ex-SNCF de type Y 7400.
Le départ se fait à la gare de Sabres, accueil de l'écomusée (un parking pour les voitures des visiteurs et autocars est disponible face à la gare).

## La visite de l'airial
Un airial est un espace ouvert, comme une clairière, dans la forêt. Sur ce terrain sont bâties plusieurs maisons typiquement landaises. Sur un airial, les familles vivaient souvent en autarcie partielle, voire totale. Elles étaient parfois nombreuses à se partager un même airial. Le tout est situé à l'écart du village, isolé au coeur de la forêt.

## Maisons et bâtiments
Des études démontrent que le bois constituant les maisons du parc de Marquèze date pour une partie du XIIIe siècle.

### La maison de maître
Cette maison, archétype de l'architecture traditionnelle, est dite « maison de maître ». Elle affirme par son architecture la position sociale de ses occupants. Classiquement construite à pans de bois, elle présente à l'est une façade avec mur-pignon et large auvent (estantade), signe de prospérité. Un toit à trois pentes ouvre largement au soleil levant : à l'ouest, une pente généreuse protège des intempéries venues de l'océan. Ce modèle est reproduit largement dans toute la région.
Le pin franc ou pin parasol, aux abords immédiats, est là comme symbole de propriété. Accolé à la maison, un petit jardin avec plantes potagères et médicales. À côté, la borde, construction couverte de chaume et seigle, abrite des outils aratoires et autres chars à bœufs (bros). Ce type de bâtiment existait jadis en grand nombre dans les quartiers et dans la lande, où il servait de bergerie de parcours.

### La maison du berger
Lorsqu'il est brassier, le berger landais dispose d'une petite maison (meysouet) et d'un lopin de champ, complété d'un jardin pour assurer sa subsistance. Le meysouet est une maison basse n'offrant qu'un confort sommaire. Des ouvertures étroites et barrées dispensent une faible lumière. Au centre, la cuisine donne sur deux pièces latérales.

### La maison du résinier
Le résinier habite avec sa famille une maison en principe plus modeste que celle du maître. Il exploite une métairie composée principalement de terres agricoles et de pièces de pins qui, comme la maison, ne lui appartiennent pas.
Pourtant, le mode de vie du métayer et celui du propriétaire-laboureur pendant longtemps ne diffèrent guère, dans la mesure où tous les deux sont des paysans. Ce n'est que par les revenus de la vente de la résine que les disparités vont se creuser : les propriétaires-laboureurs qui réussissent à se lancer dans l'aventure forestière cessent d'être des paysans, quittent les quartiers et rejoignent les bourgs. Les autres disparaissent en tant que catégorie sociale. Les maisons de maître sont ainsi désertées puis occupées par les métayers-gemmeurs. Dès les lendemains de la Première Guerre mondiale, les quartiers seront le domaine exclusif de ces derniers.
Même à l'époque sylvicole, la fonction agricole de la métairie demeure, bien que très affaiblie. Une portion de champ subsiste et un troupeau de moutons continue de fournir le fumier à plusieurs métairies. Par la suite, ce troupeau sera remplacé par trois ou quatre vaches laitières. Outre le fumier toujours nécessaire à la terre, elles apporteront un petit revenu complémentaire par le commerce du lait. La culture du seigle sera abandonnée dans les années 1920-1930 et, avec elle, la fabrication domestique du pain. Le champ se limitera alors à produire le maïs nécessaire à la basse-cour.

### La maison du Mineur
Aussi appelée la maison du Baynard, elle fut achetée dans les années 1960 à la famille Faucouneau de Luglon. Elle fut transportée sur place.
Elle se situe au bout du Parc, derrière les ruches.

### Le moulin
Les moulins des Landes de Gascogne sont des édifices toujours modestes ne comprenant en général que deux jeux de meules. Leur nombre, en revanche, est assez considérable. Au début du XIXe siècle, la commune de Sabres, pour une population de 2 000 habitants environ, ne compte pas moins de huit moulins, dont quatre sur le Ruisseau de l'Escamat, petit affluent de la Leyre.
Leur implantation ne peut se faire au hasard. Dans ce terrain sableux, l'amarrage et l'entretien onéreux du barrage sont pour le meunier un souci constant. C'est pourquoi les moulins de la région sont tous situés sur de petits cours d'eau et non sur la Grande Leyre en aval de Sabres. Un débit parfois trop puissant et une largeur trop importante risqueraient de rompre les barrages.
Le moulin sur pilotis que l'on voit aujourd'hui à Marquèze provient à l'origine de la commune de Geloux. La maison originale de meunier avait elle aussi disparu. À son emplacement a été remontée une maison semblable trouvée sur la commune de Vert.

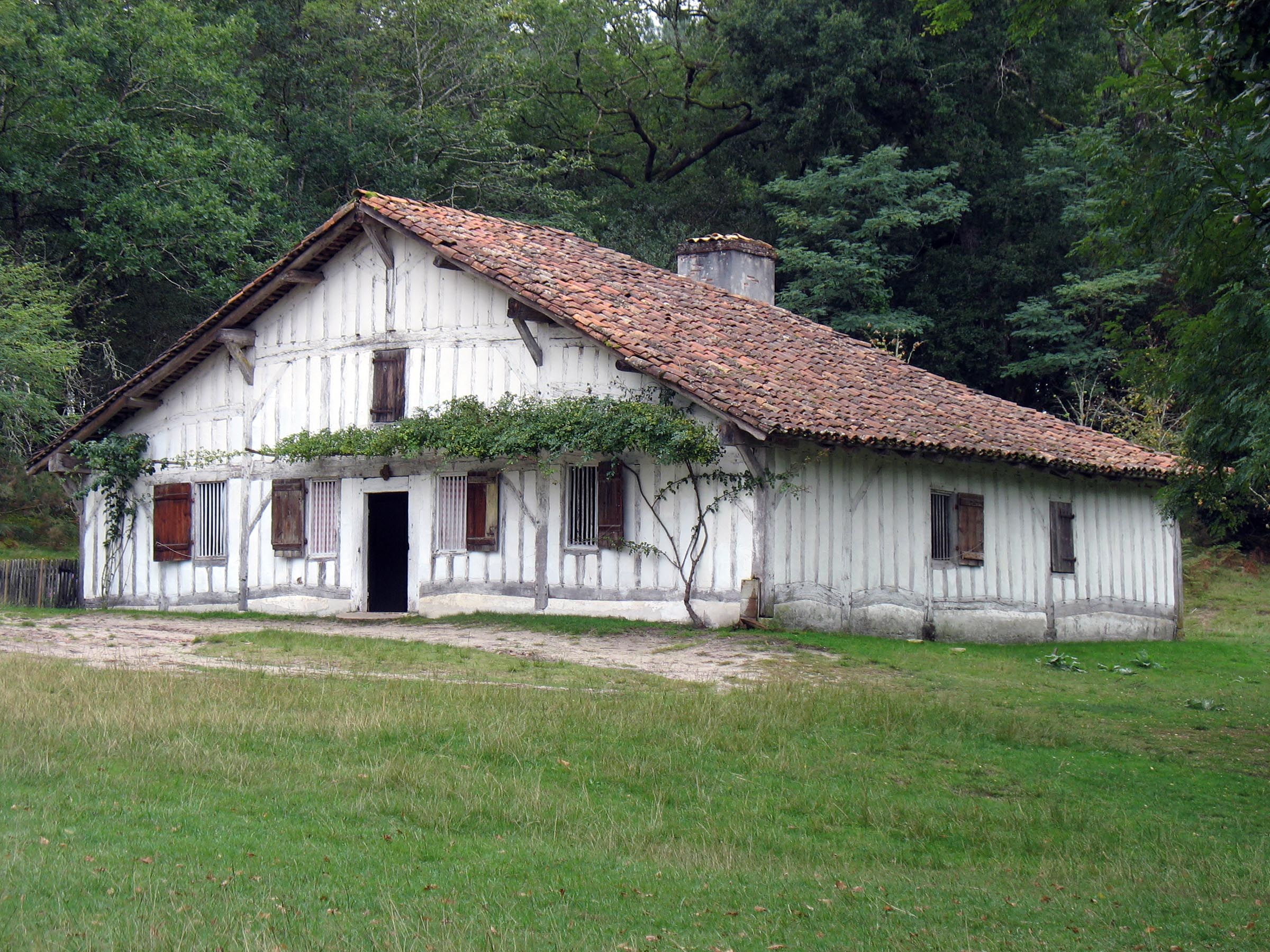
Maison du meunier
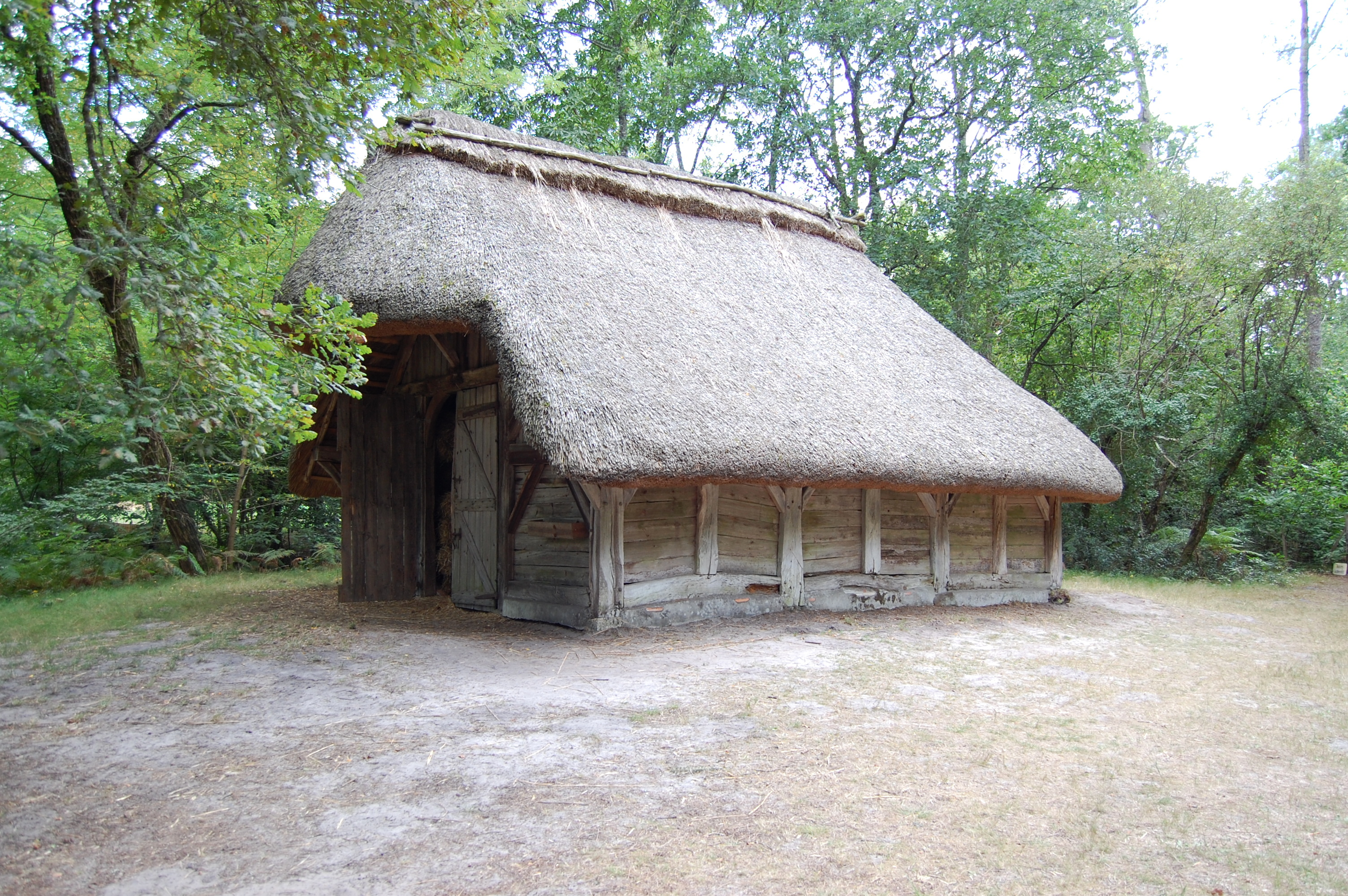
Toit de chaume
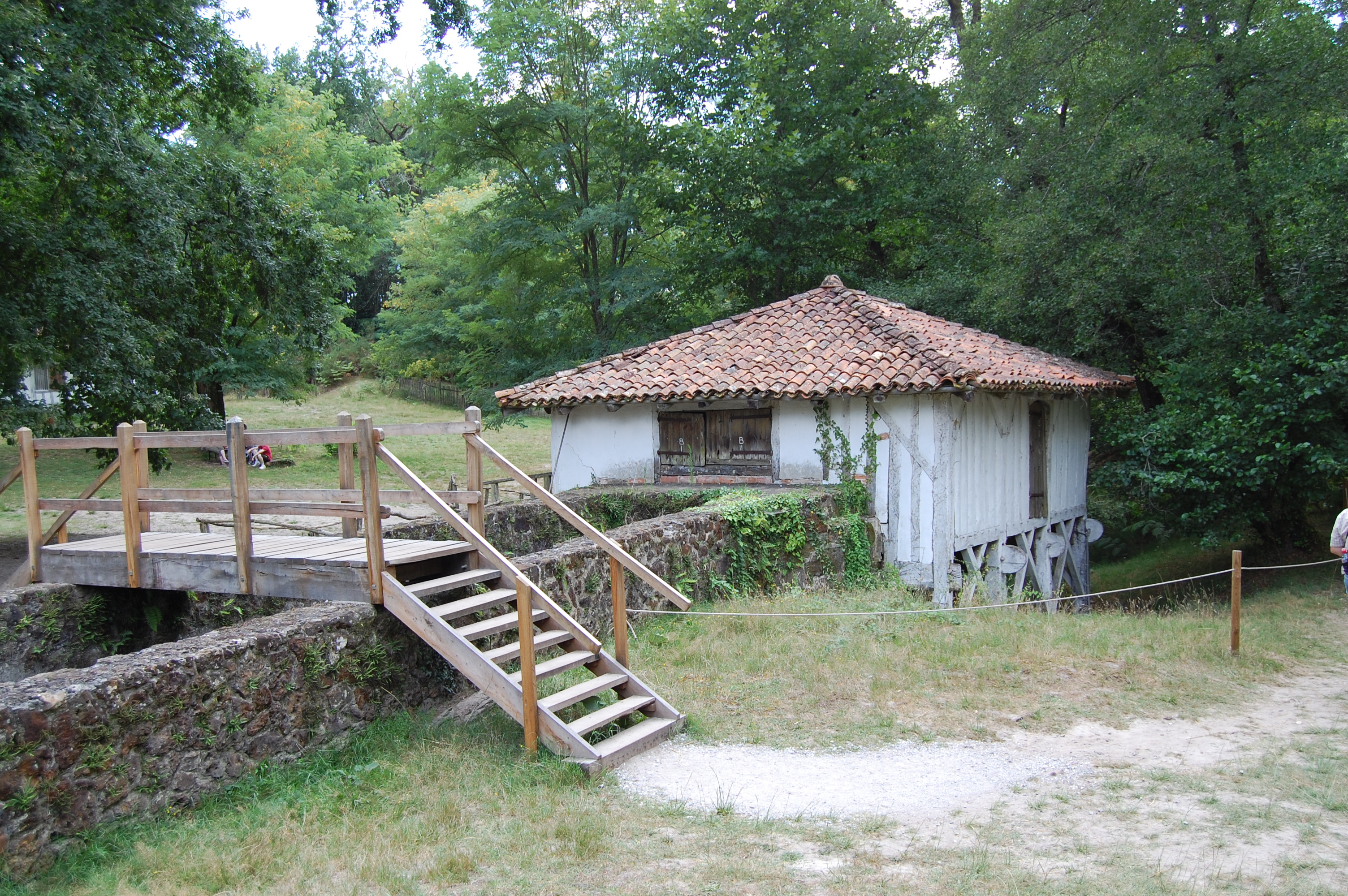
Le moulin
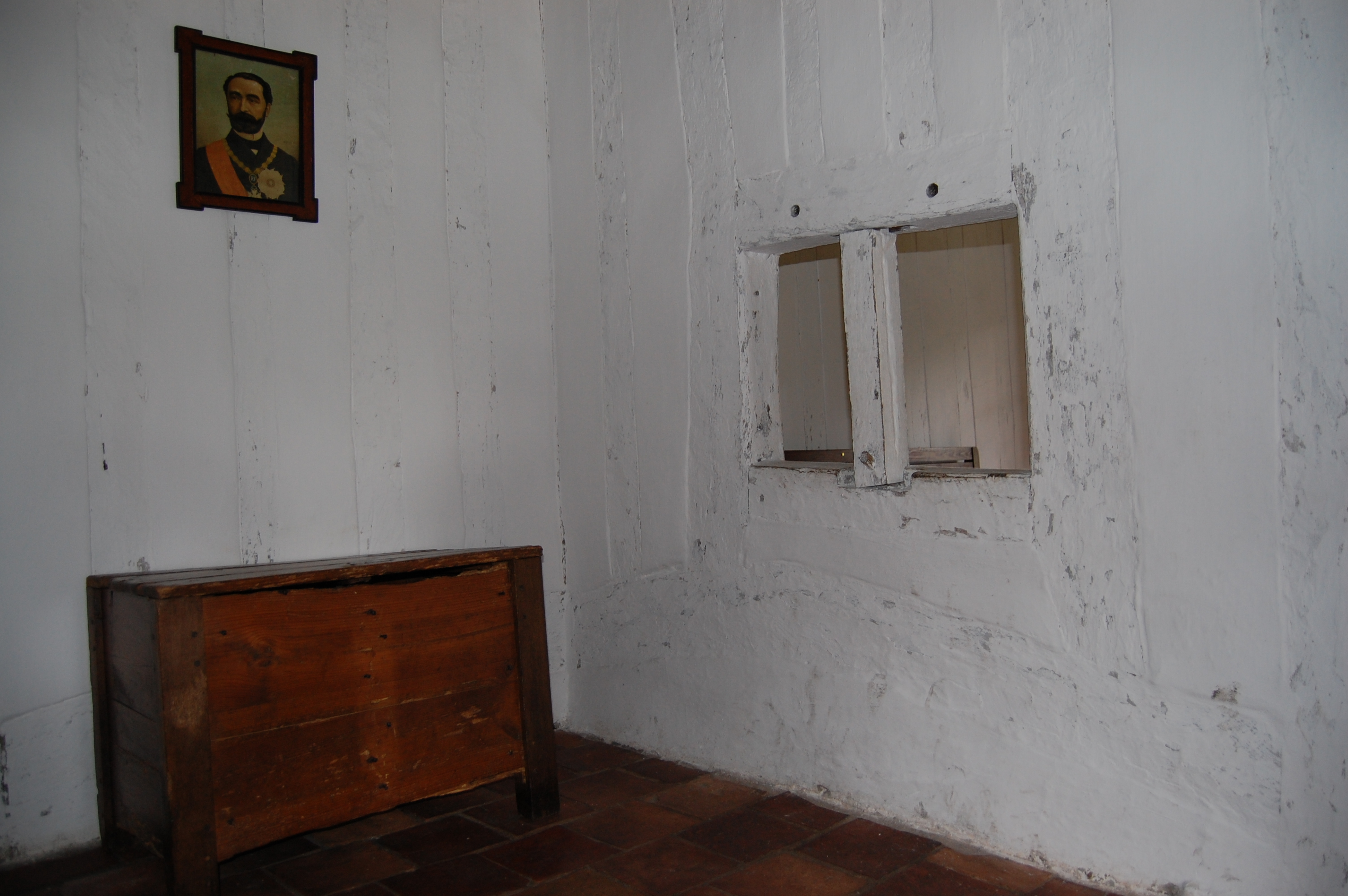
Arristoun
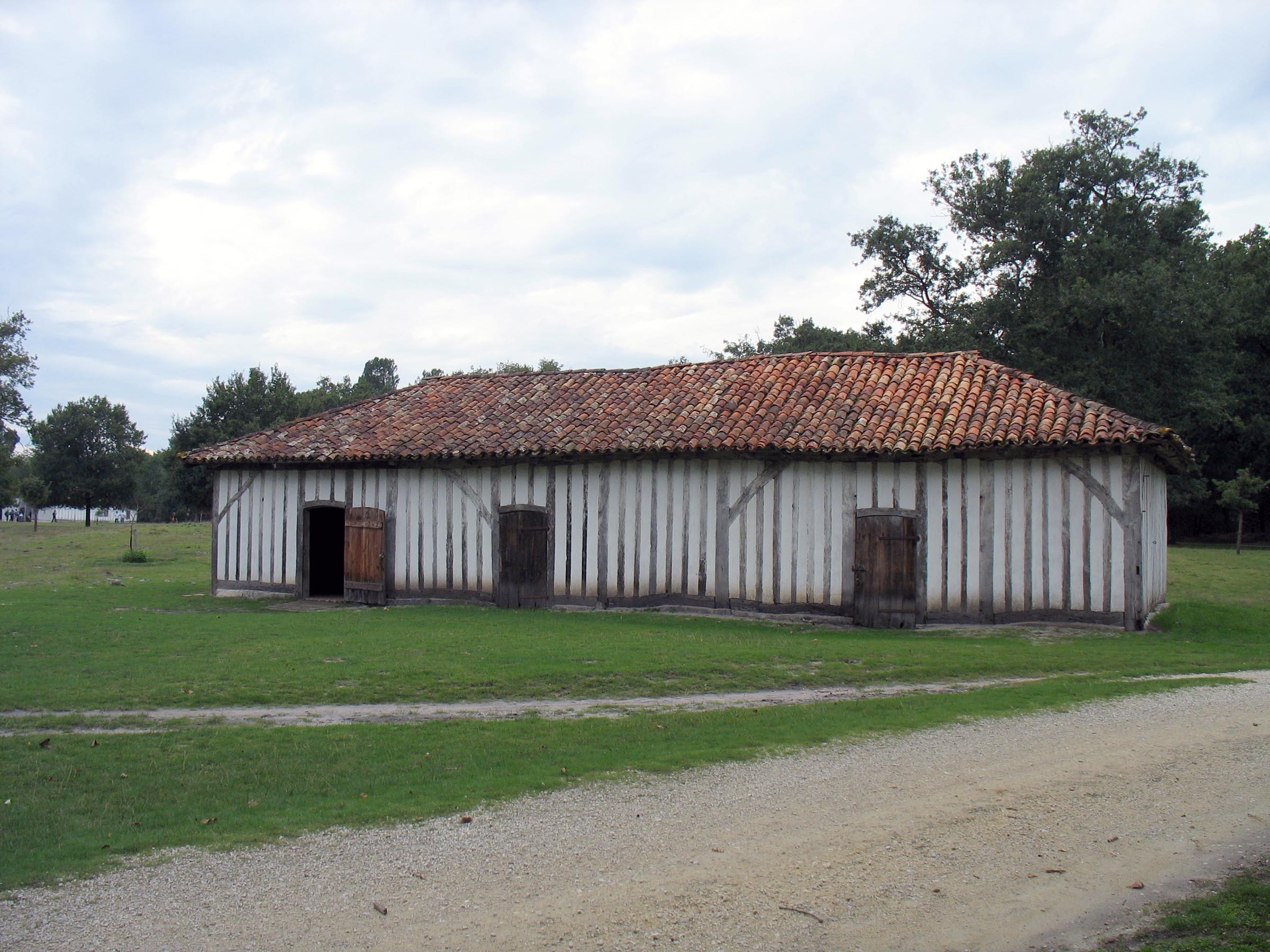
Maison de métayer
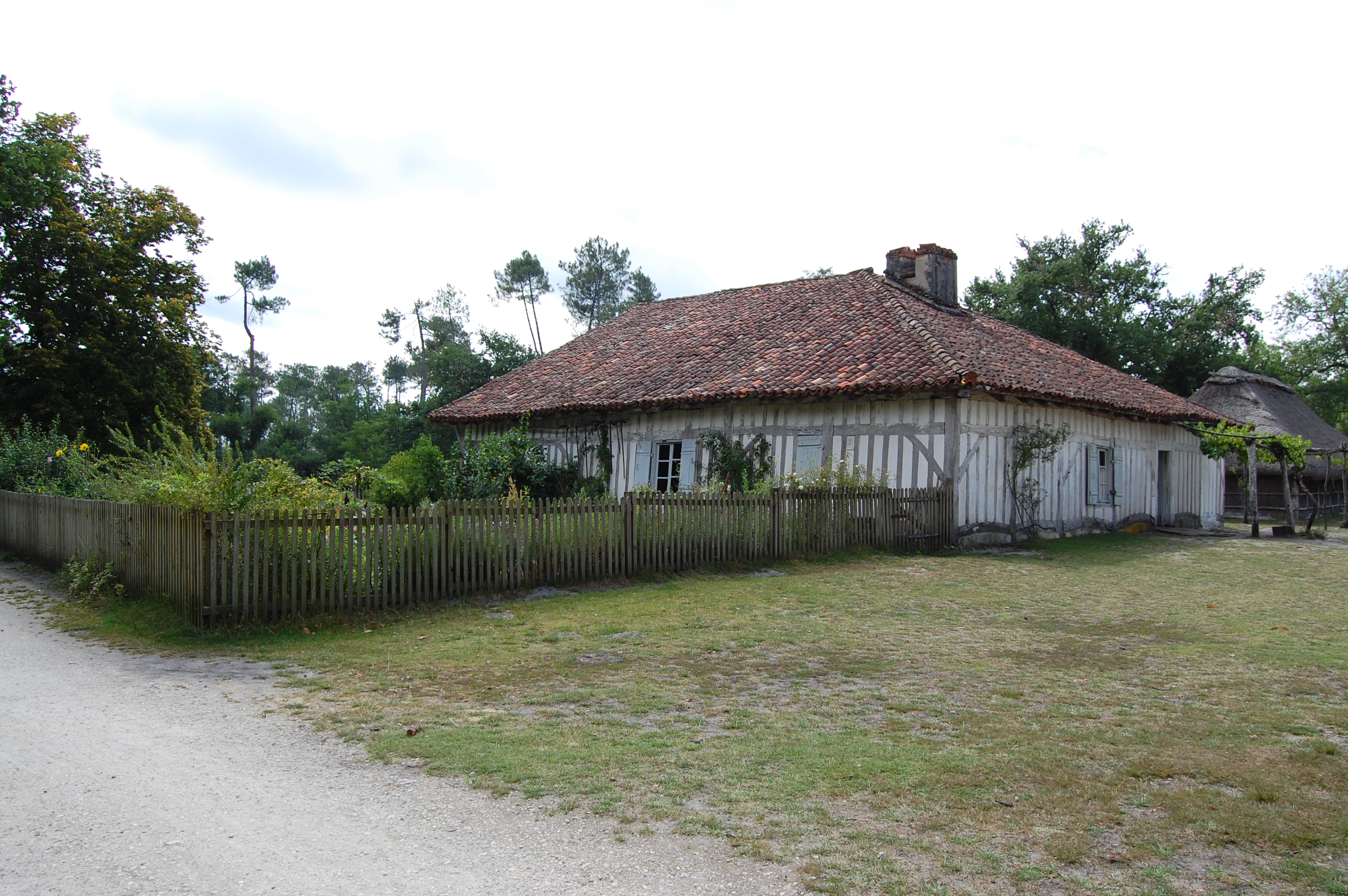
Maison et son potager

## La rivière
La vallée de l'Escamat comporte toutes les caractéristiques des vallées de cours d'eau qui entaillent le plateau landais. Étroite et encaissée, elle contraste par son relief et sa végétation aussi bien avec l'ancienne lande qu'avec la forêt actuelle.
Une forêt galerie enveloppe le lit du ruisseau dans laquelle règnent les feuillus : chênes pédonculés et tauzins, vergnes (aulnes), saules marsault, châtaigniers, robiniers (faux acacias), noisetiers. Le sous-bois est peuplé de toutes les plantes que l'on peut trouver dans la région, notamment les cinq variétés de bruyère. Sur les rives, pousse en touffes une fougère au port majestueux, l'osmonde royale. L'homme ici n'intervient pratiquement pas. À l'inverse de la forêt des Landes, du plateau, écosystème artificiel, la forêt de la vallée, elle, est naturelle.
La rivière a procuré longtemps, dans cette contrée comme dans beaucoup d'autres, une source inépuisable de force motrice. On dénombre une soixantaine de moulins à la fin du XVIIIe siècle dans l'ensemble du bassin versant des Leyre. Plus tard viendront les scieries. Le cours de la Grande Leyre de Sabres jusqu'au Bassin d'Arcachon, ainsi qu'un tronçon de la Petite Leyre sont, jusqu'aux années 1930, portés navigables et exploités pour le flottage du bois issu du massif forestier. À cette époque, la vallée est soigneusement entretenue par des équipes de « cantonniers de la rivière » : les berges sensibles sont renforcées par piquetage, les arbres dangereux débarrassés, les branches cassées déblayées.
Cependant, les cours d'eau sont avant tout les axes naturels de drainage du plateau landais. En raison de l'encombrement des eaux, tous les lieux habités de ce pays (quartiers et bourgs) sont situés sur les rebords du plateau, en surplomb des cours d'eau, là où précisément le sol est le mieux drainé.
Paradoxalement, l'homme s'est installé ici à proximité des rivières, non pas pour s'approvisionner en eau comme dans bien d'autres régions, mais au contraire pour s'en débarrasser.

## Le pavillon
Inauguré en 2008, ce bâtiment abrite toute une collection d'objets landais, parfois vieux de plusieurs centaines d'années. Il présente une exposition permanente sur l'histoire des landes, et abrite chaque année une exposition temporaire.
Situé en face de la gare de Sabres, de l'autre côté des voies du train de l'écomusée, il permet au visiteur d'en apprendre plus sur l'histoire des Landes de Gascogne. Il peut être visité avant ou après la découverte de l'airial.

## Références

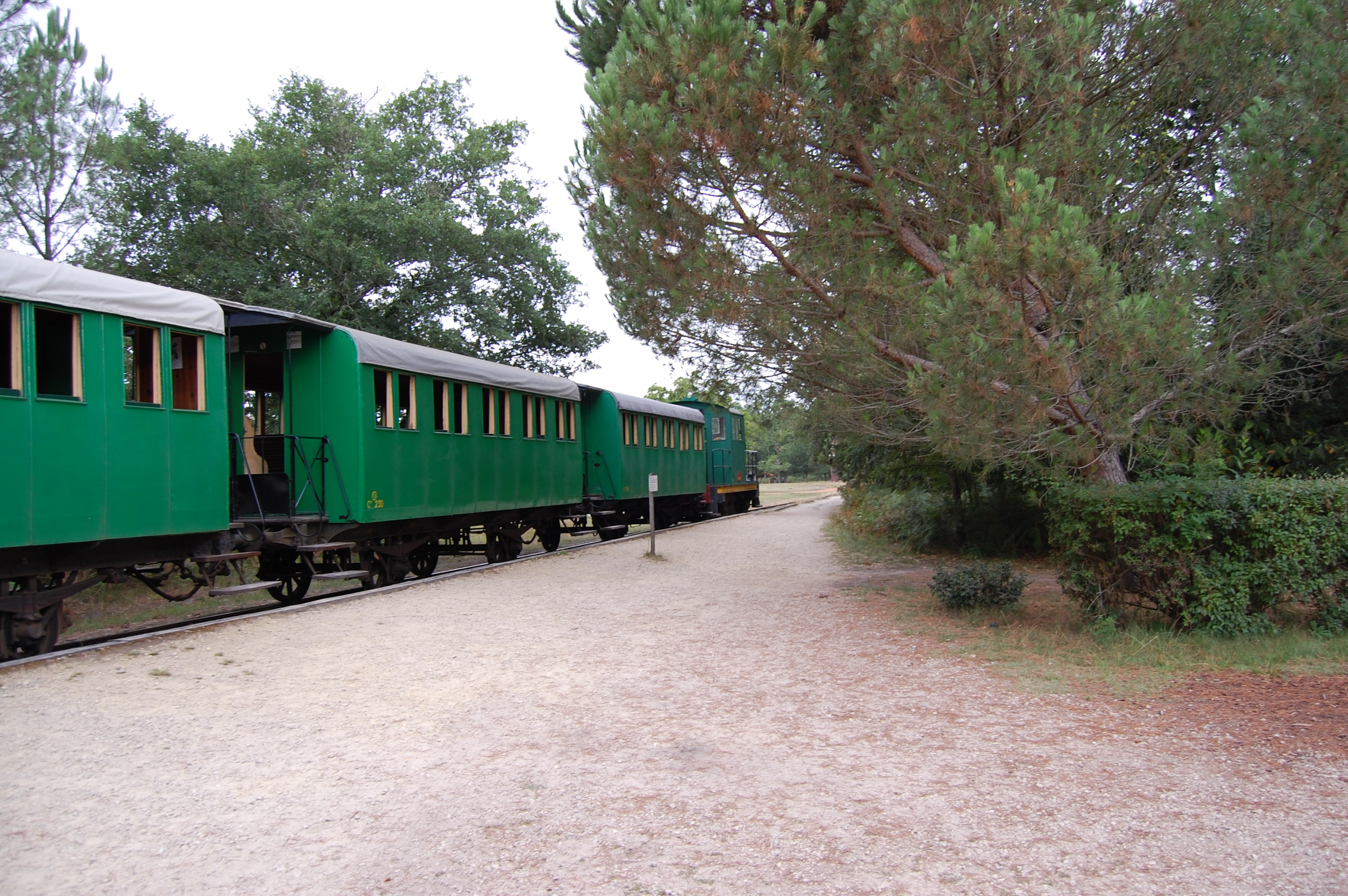
Le train de l'écomusée, au terminus de Marquèze.